# Поисеев, Руслан Александрович
Руслан Александрович Поисеев - российский тхэквондист.

## Карьера
Воспитанник якутского тхэквондо.
Бронзовый призёр чемпионатов Европы и мира. Трёхкратный чемпион России.
Приказом министра спорта РФ №19-нг от 14.02.2012 года удостоен почётного звания - мастер спорта России международного класса .
В 2011 году закончил Якутский государственный университет.